# Laura L. Kiessling
Laura Lee Kiessling (* 1960 in Milwaukee, Wisconsin) ist eine US-amerikanische Biochemikerin.

## Leben
Laura L. Kiessling wurde 1960 als Tochter von William E. und LaVonne V. Kiessling, geborene Korth, in Milwaukee geboren. Sie wuchs in Lake Mills auf, einer circa 85 km westlich von Milwaukee gelegenen Kleinstadt in Wisconsin. Sie begann ein Studium an der University of Wisconsin–Madison, wechselte aber nach einem Jahr an das Massachusetts Institute of Technology und machte hier 1983 ihren Abschluss als Bachelor of Science in Chemie. Als Doktorand ging sie dann an die Yale University, wo sie 1989 in Chemie promovierte. Als Post-Doktorand war sie danach zwei Jahre am California Institute of Technology bei Peter Dervan und kehrte 1991 zurück an die University of Wisconsin–Madison, wo sie heute (2014) Professorin für Chemie und Biochemie ist.
Laura L. Kiessling ist verheiratet mit Ronald T. Raines, der ebenfalls Professor für Chemie und Biochemie an der University of Wisconsin–Madison ist und mit dem sie die Firma Quintessence Biosciences, Inc. gegründet hat. Sie haben eine gemeinsame Tochter.

## Forschung
Zu den Forschungsschwerpunkten des Labors von Laura L. Kiessling zählen die vielfältigen Interaktionen von Proteinen und Kohlenhydraten, speziell die Funktion von Glykoproteinen bei der Zellinteraktion. Mit Hilfe der Ring Opening Metathesis Polymerization (ROMP), einem Verfahren zur Kettenpolymerisation, werden dazu synthetische Kohlenhydratderivate definierter Länge und chemischer Struktur erzeugt, die an Membranproteinen binden und so diese blockieren oder beeinflussen können, wodurch die Zellinteraktion durch die multivalente Bindung der Kohlenhydratgruppen von Glykoproteinen simuliert und untersucht werden kann.
Weiterhin widmet sich Laura L. Kiessling unter anderem dem Aufbau und der Biosynthese der zu großen Teilen aus Kohlenhydraten aufgebauten Zellwände von Mykobakterien, wie dem Mycobacterium tuberculosis. Ziel ist die Entwicklung von Wirkstoffen, die an den beim Aufbau beteiligten Enzymen ansetzen und diese hemmen können.

## Auszeichnungen (Auswahl)
- 1996: Camille Dreyfus Teacher-Scholar Award (Camille and Henry Dreyfus Foundation)[8]
- 1997: Sloan Research Fellow
- 1999: Arthur C. Cope Scholar Award (American Chemical Society)[9]
- 2001: Carbohydrate Research Award (International Carbohydrate Organization)[10]
- 2003: Mitglied der American Academy of Arts and Sciences[11]
- 2007: Garvan-Olin-Medaille (American Chemical Society)
- 2007: Mitglied der National Academy of Sciences[12]
- 20019: Wilbur Cross Medal der Yale University[13]
- 2013: Claude S. Hudson Award in Carbohydrate Chemistry (American Chemical Society)[14]
- 2014: Alfred Bader Award (American Chemical Society)[15]
- 2016: Willard Gibbs Medal
- 2017: Mitglied der American Philosophical Society
- 2017: Tetrahedron-Preis
- 2019: Centenary Prize der Royal Society of Chemistry
- 2022: Mitglied der National Academy of Medicine